# Pierre Drancourt
Pierre Drancourt, född 10 maj 1982 i Maubeuge, är en fransk professionell tävlingscyklist. Började sin cykelkarriär 2003 i det franska division III-stallet Crédit Agricole Espoirs. Men debuterade inte professionellt förrän 2005 med Bouygues Télécom, för vilka han fortsatt att tävla med tills december 2007. Säsongen 2008 tävlade han för Groupe Gobert.com, men under säsongen 2009 fick fransmannen inget fortsatt kontrakt i ett proffsstall utan tävlade under året för amatörstallet ESEG Douai.
Drancourt slutade trea på etapp sju och nio under Tour de Langkawi 2007.
Under säsongen 2003 när fransmannen cyklade för division III-stallet Crédit Agricole Espoirs slutade han trea på det franska loppet GP de Dourges. Året därpå slutade han tvåa i Circuit du Hainaut efter Gianni Meersman. Han slutade också tvåa i GP des Marbriers efter finländaren Jussi Veikkanen.

## Meriter
2003
3:a, GP de Dourges
2004
2:a, Circuit du Hainaut
2:a, GP des Marbriers
3:a, Prix de la Ville de Vieux-Condé 'Pierre Lemoine'
2007
3:a, etapp 7, Tour de Langkawi
3:a, etapp 8 Tour de Langkawi

## Stall
- 2003 Crédit Agricole Espoirs (Division III)
- 2005-2007 Bouygues Télécom
- 2008 Groupe Gobert.com
- 2009 ESEG Douai